# Halowe Mistrzostwa Czech w Lekkoatletyce 2002
Halowe Mistrzostwa Czech w Lekkoatletyce w 2002 – halowe zawody lekkoatletyczne organizowane przez Český atletický svaz, które odbyły się 16 i 16 lutego w Pradze.

## Rezultaty
| PB - rekord życiowy \| SB - najlepszy wynik w sezonie \| NR – halowy rekord kraju |

### Mężczyźni
| Konkurencja:              | 1. miejsce                                                     | Rezultat | 2. miejsce                                                             | Rezultat | 3. miejsce                                                         | Rezultat |
| Bieg na 60 m              | Radek Řechka Roman Zubek                                       | 6,76     | –                                                                      | –        | Martin Břeň                                                        | 6,80     |
| Bieg na 200 m             | Radek Zachoval                                                 | 20,91    | Jiří Vojtík                                                            | 21,27    | Roman Zubek                                                        | 21,75    |
| Bieg na 400 m             | Jiří Mužík                                                     | 46,61    | Karel Bláha                                                            | 46,81    | Jan Poděbradský                                                    | 47,44    |
| Bieg na 800 m             | Stanislav Tábor                                                | 1:51,77  | Jan Pernica                                                            | 1:52,28  | Karel Znojil                                                       | 1:52,28  |
| Bieg na 1500 m            | Michal Šneberger                                               | 3:57,60  | Vladimír Bartůněk                                                      | 4:00,32  | Petr Hubáček                                                       | 4:02,62  |
| Bieg na 3000 m            | Radim Matyáš                                                   | 8:27,24  | Petr Pícha                                                             | 8:29,04  | Robin Vohlídal                                                     | 8:31,22  |
| Bieg na 60 m przez płotki | Ladislav Burdel                                                | 7,75     | Tomáš Dvořák                                                           | 7,81     | Roman Šebrle                                                       | 7,85     |
| Sztafeta 4 × 200 m        | Dukla Praha Roman Zubek Jiří Kmínek Jaroslav Černý Milan Kovář | 1:27,16  | Slavia Praha Petr Šarapatka Petr Habásko Jindřich Šimánek Michal Uhlík | 1:28,85  | AK Most Jaroslav Čech Pavel Jelínek Jaroslav Potůček Jan Kritzbach | 1:29,58  |
| Skok wzwyż                | Svatoslav Ton                                                  | 2,27     | Jan Janků                                                              | 2,23     | Tomáš Janků                                                        | 2,19     |
| Skok o tyczce             | Martin Kysela                                                  | 5,50     | Štěpán Janáček                                                         | 5,40     | Aleš Hončl                                                         | 5,20     |
| Skok w dal                | Roman Šebrle                                                   | 7,65     | Milan Kovář                                                            | 7,56     | Brice Mensah                                                       | 7,21     |
| Trójskok                  | Miron Mutyaba                                                  | 15,65    | Petr Hnízdil                                                           | 15,41    | Martin Vrběcký                                                     | 15,33    |
| Pchnięcie kulą            | Petr Stehlík                                                   | 19,38    | Josef Rosůlek                                                          | 19,23    | Michal Oertelt                                                     | 18,07    |
| Siedmiobój                | Jan Poděbradský                                                | 5928     | Tomáš Komenda                                                          | 5878     | Milan Kohout                                                       | 5579     |

### Kobiety
| Konkurencja:              | 1. miejsce                                                                    | Rezultat | 2. miejsce                                                                       | Rezultat | 3. miejsce                                                                  | Rezultat |
| Bieg na 60 m              | Štěpánka Klapáčová                                                            | 7,46     | Pavla Andrýsková                                                                 | 7,59     | Zuzana Bičíková                                                             | 7,68     |
| Bieg na 200 m             | Štěpánka Klapáčová                                                            | 23,83    | Kristina Bažatová                                                                | 24,87    | Kristýna Šubrtová                                                           | 25,04    |
| Bieg na 400 m             | Helena Fuchsová                                                               | 54,10    | Jitka Burianová                                                                  | 54,69    | Tereza Žížalová                                                             | 55,27    |
| Bieg na 800 m             | Ludmila Formanová                                                             | 2:08,18  | Petra Lochmanová                                                                 | 2:08,91  | Veronika Plesarová                                                          | 2:13,28  |
| Bieg na 1500 m            | Renata Hoppová                                                                | 4:16,36  | Lenka Švaňhalová                                                                 | 4:26,70  | Radka Holubová                                                              | 4:30,17  |
| Bieg na 3000 m            | Petra Kamínková                                                               | 9:18,10  | Radka Holubová                                                                   | 9:20,63  | Lada Brázdilová                                                             | 9:37,42  |
| Bieg na 60 m przez płotki | Lucie Martincová                                                              | 8,28     | Jana Klečková                                                                    | 8,64     | Petra Seidlová                                                              | 8,69     |
| Sztafeta 4 × 200 m        | Olymp Praha Kristýna Šubrtová Jitka Burianová Tereza Žížalová Helena Fuchsová | 1:38,82  | Slavia Praha Lucie Žirková Kateřina Burešová Petra Pazderková Gabriela Proroková | 1:42,96  | USK Praha Kateřina Nováková Leona Kulichová Zuzana Bičíková Zuzana Bergrová | 1:43,30  |
| Skok wzwyż                | Barbora Laláková                                                              | 1,88     | Iva Straková                                                                     | 1,84     | Ivana Dupalová Inge Janků Petra Lašková                                     | 1,75     |
| Skok o tyczce             | Pavla Hamáčková                                                               | 4,30     | Kateřina Baďurová                                                                | 4,30     | Lucie Palasová                                                              | 4,10     |
| Skok w dal                | Lucie Komrsková                                                               | 6,41     | Martina Darmovzalová                                                             | 6,16     | Zuzana Bičíková                                                             | 6,06     |
| Trójskok                  | Martina Darmovzalová                                                          | 13,68    | Monika Turanská                                                                  | 12,69    | Veronika Navrátíková                                                        | 12,50    |
| Pchnięcie kulą            | Věra Pospíšilová                                                              | 16,60    | Jana Kárníková                                                                   | 15,58    | Lucie Vrbenská                                                              | 15,07    |
| Pięciobój                 | Jana Klečková                                                                 | 4309     | Jana Korešová                                                                    | 3722     | Pavla Fabianová                                                             | 3567     |